# Ламотешти (Вранча)
Ламотешти (рум. Lămotești) насеље је у Румунији у округу Вранча у општини Милковул. Oпштина се налази на надморској висини од 37 m.

## Становништво
Према подацима из 2002. године у насељу је живело 848 становника, од којих су сви румунске националности.